# NGC 7355
NGC 7355 é uma galáxia espiral (Sb) localizada na direcção da constelação de Grus. Possui uma declinação de -36° 51' 55" e uma ascensão recta de 22 horas, 43 minutos e 30,4 segundos.
A galáxia NGC 7355 foi descoberta em 1 de Setembro de 1834 por John Herschel.